# Franz Hafner (Forstwissenschaftler)

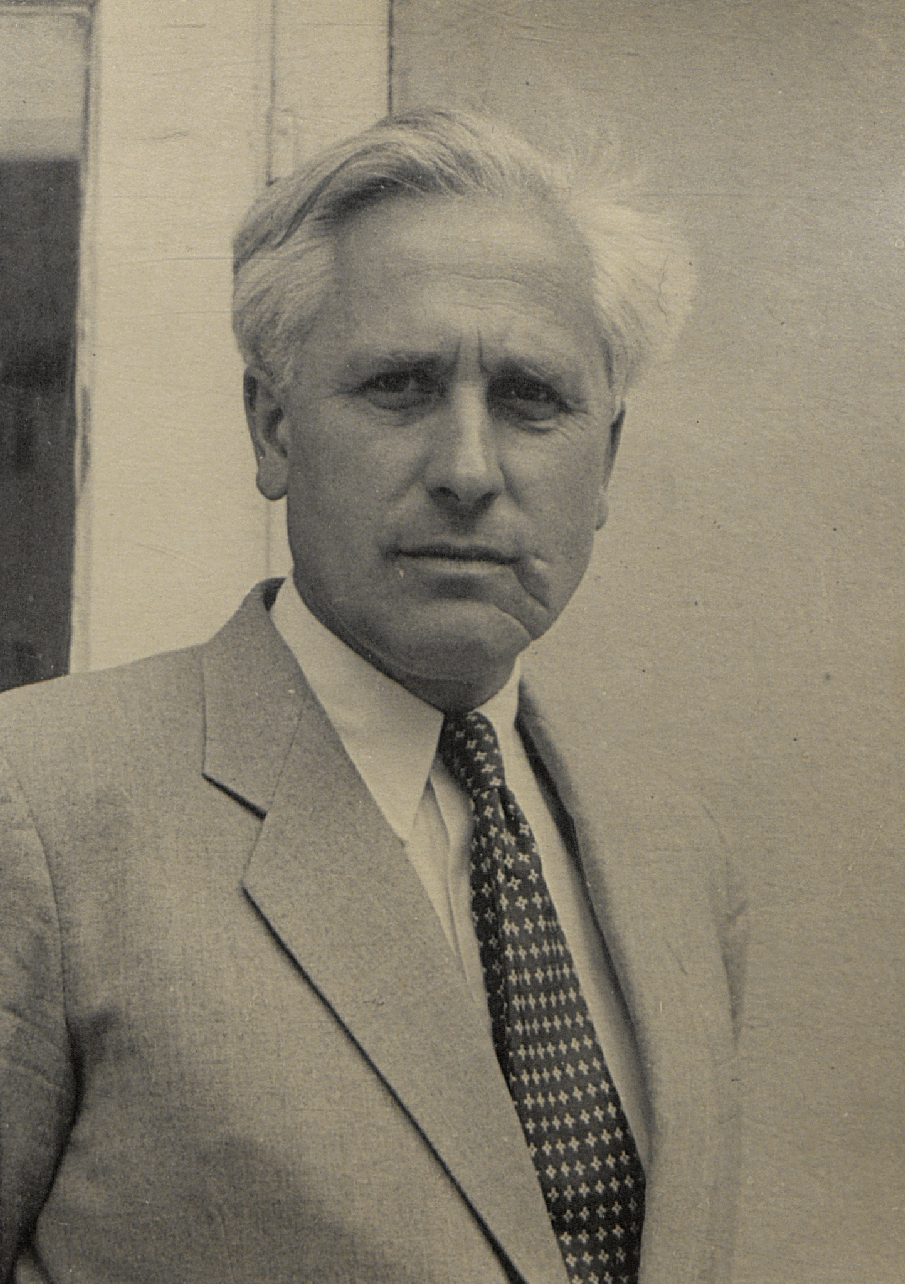
Franz Hafner (etwa 1960)

Franz Hafner (* 16. März 1903 in  Gösel, Kärnten; † 23. November 1985 in Graz) war ein österreichischer Forstingenieur und Hochschullehrer.

## Leben
Als Sohn des gleichnamigen Revierförsters besuchte Hafner die Volksschule in Wolfsberg (Kärnten), das Untergymnasium in Meran (1914–1918) und das Stiftsgymnasium St. Paul (1918–1922). Nach der Matura studierte er Forstwirtschaft an der Hochschule für Bodenkultur Wien. Bereits 1926 verließ er die Hochschule als Diplom-Ingenieur. Er wurde im selben Jahr Mitglied des Corps Posonia. Die erste Anstellung fand er bei Henckel von Donnersmarck im Lavanttal. 1928 wechselte er in die Waldherrschaft Hohenwang bei Langenwang. Als Assistent des Wirtschaftsführers war er in einem Waldgebiet von 5.300 Hektar tätig. 1929 bestand er dort die Staatsprüfung für Forstwirte.
Zwischen 1929 und 1936 war er Vermessungsingenieur bei der belgisch-türkischen Zingal AG in Ayancık an der türkischen Schwarzmeerküste. In dem 53.000 ha großen Gebiet mit 38.000 ha Wald plante und baute er die Seilbahnen und die Waldbahn der der Zingal AG für den Transport von geschlagenem Holz. Diese Tätigkeit begründete die Doktorarbeit, mit der er im Juli 1937 von der Hochschule für Bodenkultur promoviert wurde. 1938 übernahm er die Betriebsleitung der Zingal AG. 1940  habilitierte er sich in Wien für Forstliches Bauingenieurwesen.
1942, im Zweiten Weltkrieg, zur Wehrmacht einberufen, war er nach der Waffenausbildung Dolmetscher im Stab des Deutschen Militärattachés in Ankara. Nach dem Krieg endete die Irrfahrt über das Mittelmeer in (wohl englischer) Kriegsgefangenschaft bis 1946. In der Steiermark war er von 1947 bis 1952 der erste Leiter des neu eingerichteten Referats für Forstliches Bau- und Bringungswesen der steirischen Landeskammer für Land- und Forstwirtschaft. Für dasselbe Fachgebiet berief ihn seine Hochschule 1953 als Professor. Für die Studienjahre 1967/68 und 1968/69 wurde er zu ihrem  Rektor gewählt. Zum 70. Geburtstag schrieb Franz Ackerl eine Laudatio.

## Funktionen
- Hauptschriftleiter der  Allgemeinen Forstzeitung (1953)[2]
- Mitherausgeber der Forstlichen Umschau (1965)[2]
- Prorektor der Hochschule für Bodenkultur Wien (1969/70, 1970/71)[2]

## Ehrungen
- 1968: Ehrenmitglied der Forstwissenschaftlichen Gesellschaft Finnlands[2]
- 1976: Ehrenring der Universität für Bodenkultur Wien

## Werke
Bis 1972 erschienen 108 Publikationen und 8 Bücher von Hafner. 
- Die Praxis des neuzeitlichen Holztransportes. Wien 1952. Übersetzungen in Russisch (1956), Slowakisch (1961) und Serbo-Kroatisch (1968). 2. deutsche Auflage Wien 1964.
- Forstlicher Strassen- und Wegebau. Wien 1956.
- Maschinen für den Bergwald. Chur 1956.
- Planiergeräte im forstlichen Strassen- und Wegebau. Untersuchungen über Art des Einsatzes, Leistung und Kosten verschiedener Größenklassen von Planierraupen und des Motorgraders Caterpillar Nr.12 im forstlichen Straßen- und Wegebau im Gebirge. Wien 1956.
- Der Holztransport. Handbuch für Rückung, Lagerung, Ladeverfahren und Haupttransport. Wien 1964.
- Steiermarks Wald in Geschichte und Gegenwart – eine forstliche Monographie. Wien 1979.